# くちこ

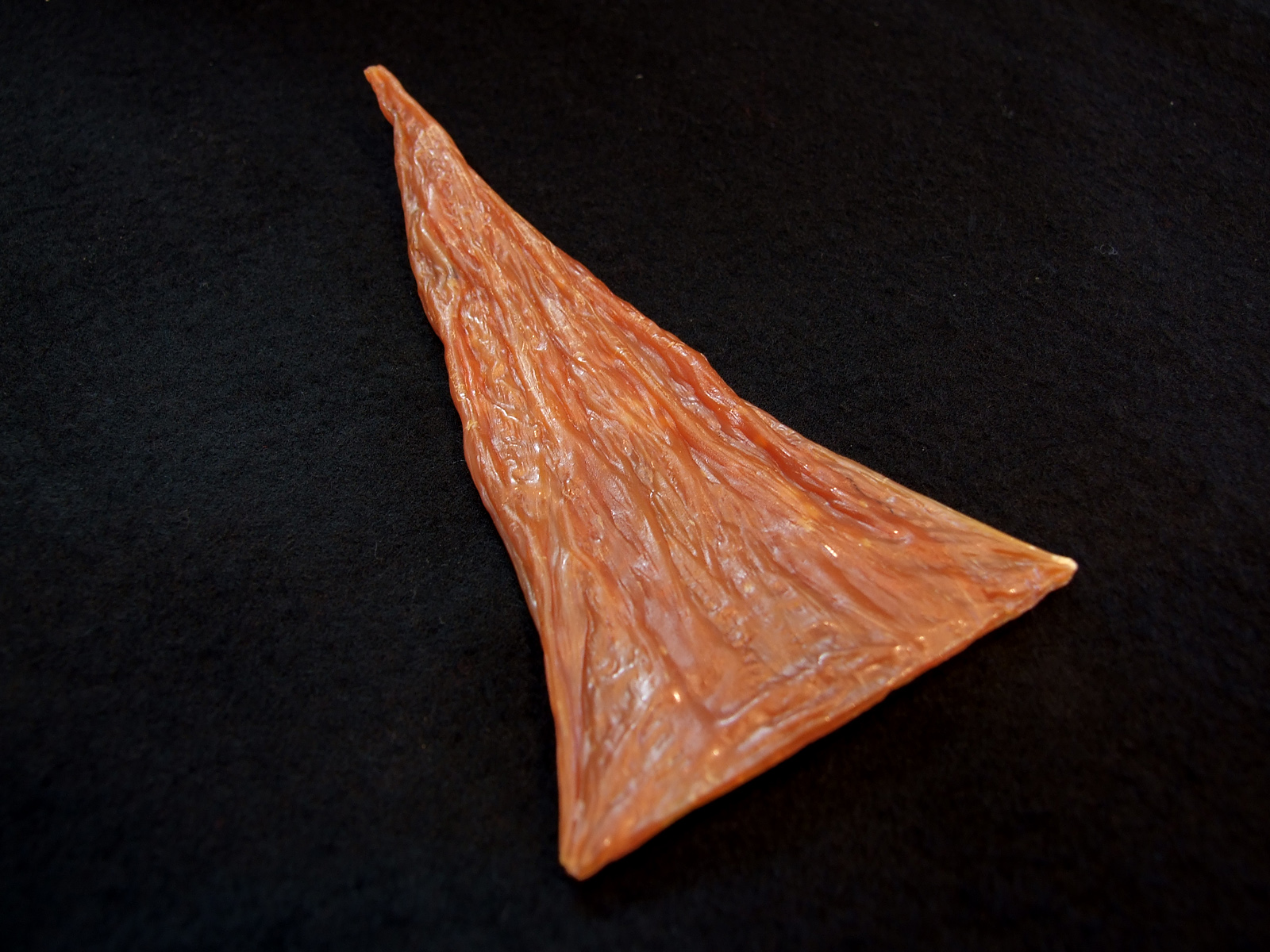
くちこ

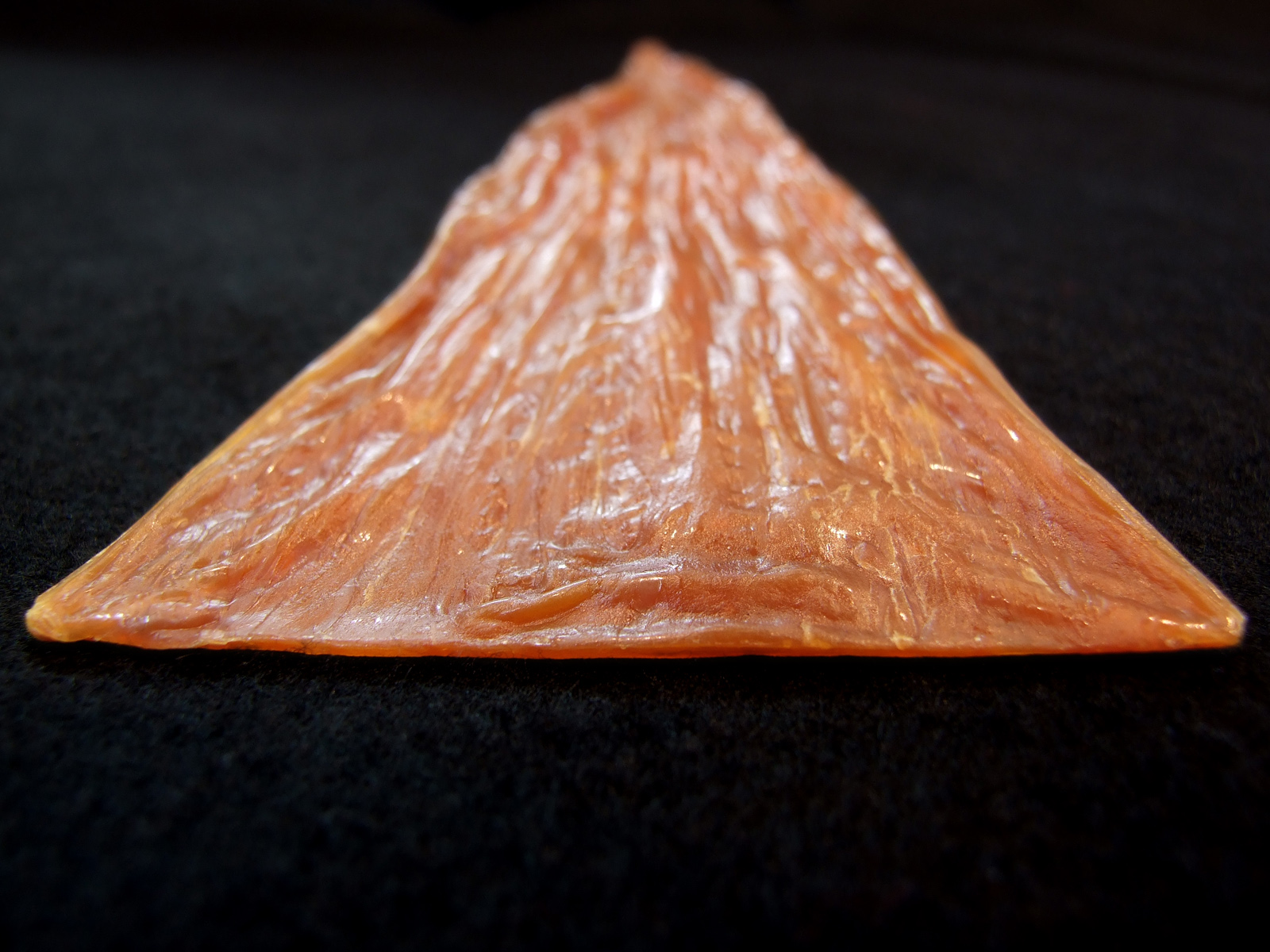
くちこ(近接撮影)

くちこ（口子）は、ナマコの卵巣を干して作る乾物である。このこ（海鼠子）・ばちことも呼ばれる。主な産地は能登半島周辺で、一般的に平たく干したものが能登の高級珍味として親しまれている。
ナマコは、厳冬の1月 - 3月になると繁殖期を迎え、生殖巣（口のやや下部に位置するため、俗に「くちこ」と称される）が発達・肥大する。これを取り出し、箸を使って干し糸につるし、三角形になるように形を整えて干す。1枚を製造するのに20キロ程度のナマコが必要であり、「海の宝石」とも称される。
軽くあぶって食すのが一般的である。酒の肴としても好適である。
塩漬けされた塩辛のくちこや、ナマコの卵巣を取り出した直後に瓶詰めにした生くちこも販売されている。